# Zespół Camery-Marugi-Cohena
Zespół Camery-Marugi-Cohena (ang. Camera-Marugo-Cohen syndrome) – niezwykle rzadki zespół wad wrodzonych, znany w piśmiennictwie z zaledwie kilku przypadków. Fenotyp zespołu przypomina zespół Pradera-Williego. Składają się nań: otyłość, opóźnienie umysłowe, asymetria ciała, słabe napięcie mięśni. Opisywano też retrognację, kamptodaktylię, blepharophimosis i otyłość typu tułowiowego. Etiologia jest nieznana. Zespół został opisany w 1993 roku; przynajmniej w jednym przypadku zaliczonym do tego zespołu wykazano jednak mozaicyzm 69,XXY/46,XY. Zasugerowano, aby w diagnostyce różnicowej zespołu wykluczano kariotypowaniem tę miksoploidię. 